# الكسندر إينغرام فيشر
الكسندر إينغرام فيشر هو محامي وقاضي وسياسي كندي، ولد في 20 نوفمبر 1875، وتوفي في 10 ديسمبر 1943.